# 김세윤
김세윤(金世潤, 본명: 김창세, 1940년 5월 6일 ~ )은 대한민국의 배우이다.
대표작으로 드라마 《아씨》, 《사랑이 뭐길래》, 《딸부잣집》,  《여자만세》, 《아버지처럼 살기 싫었어》, 《깍두기》 등이 있다.

## 학력
- 용산고등학교 졸업
- 경희대학교 상학과 학사

## 생애
1957년 연극배우로 처음 데뷔하였고 7년 후 1964년 TBC 동양방송 공채 1기 성우로 입사한 이듬해 1965년 TBC 동양방송 공채 2기 탤런트로 정식 데뷔하였다. 처음에는 자신의 본명인 김창세로 활동을 시작하였으나 이후에 김세윤이라는 예명으로 배우 활동을 재개했다.

## 출연작

### TV 드라마
- 1970년 TBC 《아씨》
- 1975년 TBC 《임금님의 첫사랑》
- 1977년 TBC 《청실홍실》
- 1978년 TBC 《상노》
- 1978년 TBC 《엄마안녕》
- 1979년 TBC 《비바람 참이슬》
- 1979년 TBC 《불행한 여자의 행복》
- 1979년 TBC 《사랑도 미움도》
- 1979년 ~ 1982년 TBC → KBS 《형사》
- 1980년 TBC → KBS 《달동네》
- 1981년 KBS 《옛날 나 어릴적에》
- 1981년 KBS 《눈동자》
- 1982년 KBS 《행복의 계단》
- 1982년 KBS2 《여자의 강》
- 1983년 KBS 《백조부인》
- 1984년 KBS 《남매》
- 1984년 KBS《휴전 6.25》
- 1984년 ~ 1985년 KBS《간호병동》
- 1985년 KBS1 《오성장군 김홍일》
- 1986년 KBS 《임이여 임일레라》
- 1988년 KBS 《황금의 탑》
- 1990년 KBS 《가을에 온 손님》
- 1991년 MBC 《사랑이 뭐길래》 ... 박 이사 역
- 1992년 MBC 《우리들의 천국》
- 1992년 SBS 《사랑하는 당신》 ... 이상태 역
- 1993년 SBS 《사랑의 조건》 ... 민우 부 역
- 1993년 SBS 《산다는 것은》 ... 풍개 부 역
- 1993년 SBS 《결혼》 ... 나교수 역
- 1993년 KBS 《왕십리》 ... 박노인 역
- 1994년 SBS 《이 남자가 사는 법》 ... 장준상 역
- 1994년 SBS 《작별》 ... 익구 부 역
- 1994년 KBS 《딸부잣집》 ... 권혁주 역
- 1995년 KBS2 《바람의 아들》 ... 권무혁 역
- 1995년 KBS2 《목욕탕집 남자들》 ... 민기 부 역
- 1996년 KBS2 《여자가 사랑할 때》
- 1996년 MBC 《사랑한다면》
- 1996년 SBS 《LA아리랑》 ... 김 변호사 역
- 1996년 SBS 《엄마의 깃발》 ... 서종섭 역
- 1997년 KBS 《아씨》 ... 이참봉 역
- 1998년 KBS2 《바람처럼 파도처럼》
- 1999년 KBS1 《해뜨고 달뜨고》 ... 지혁 부 역
- 2000년 SBS 《여자만세》 ... 다영 부 역
- 2001년 KBS2 《아버지처럼 살기 싫었어》 ... 장실근 역
- 2001년 MBC 《매일 그대와》 ... 최근호 역
- 2001년 MBC 《반달곰 내 사랑》 ... 한재만 역
- 2003년 MBC 《백조의 호수》 ... 신성기 역
- 2004년 KBS1 《금쪽같은 내 새끼》 ... 고정식 역
- 2007년 MBC 《깍두기》 ... 정한모 역

### 연극
- 1987년 《대원군》 ... 흥인군 이최응 역(조연)

### CF
- 1973년 동화약품 사나휘린
- 1976년 영진약품 판크레온 (인쇄 광고로 출연)
- 1977년 영진약품 올비틸 (인쇄 광고로 출연)
- 1977년 우성모직 킹텍스 (인쇄 광고로 출연)
- 1978년 삼양식품
- 1982년 서주산업 서주우유
- 1987년 BYC 모시메리 에어메리
- 1990년 ~ 1991년 ~ 1992년 유한킴벌리 비바
- 1992년 삼성전자 삼성 가스 오븐렌지 "듀오" ("MBC 주말드라마 - 사랑이 뭐길래" 팀으로 출연)
- 1992년 아모레퍼시픽 빨래박사 ("MBC 주말드라마 - 사랑이 뭐길래" 팀으로 출연)
- 1992년 거평메디스클럽
- 1992년 중외제약 화콜
- 1992년 빙그레 우리집라면 (고정일과 함께 출연)
- 1994년 부광약품 파로돈탁스
- 1994년 백화음료 알지오 ("KBS 주말드라마 - 딸부잣집" 팀으로 출연)
- 1994년 동양강철 동양 아루샷시
- 1995년 초당약품 두리방
- 1995년 ~ 1998년 ~ 1999년 상호신용금고연합회
- 1998년 대한중석건설 중석월드타운

## 수상
- 1973년 TBC 연기대상 인기상
- 1974년 TBC 연기대상 인기상
- 1975년 제11회 백상예술대상 TV부문 인기상
- 1976년 TBC 연기대상 인기상
- 1977년 TBC 연기대상 인기상
- 1978년 TBC 연기대상 인기상
- 1979년 TBC 연기대상 남자 최우수연기상
- 1994년 KBS 연기대상 남자 최우수연기상

| KBS 연기대상 《남자 최우수상》 |                    |        |
| 1993년                         | 1994년 김세윤      | 1995년 |
| 김진태                         | 1994년 김세윤      | 유동근 |
|                                |                    |        |
|                                | 딸부잣집 권혁주 역 |        |